# Gustav Adolf Krauß
Gustav Adolf Krauß (* 25. April 1888 in Diebach; † 4. August 1968 in Regensburg) war ein deutscher Forstwissenschaftler und Bodenkundler. Er widmete sich überwiegend der Fragen der forstlichen Standortkunde.

## Leben
Krauß begann an der  Forstlichen Hochschule Aschaffenburg Forstwissenschaft zu studieren und wurde 1907 im  Forstcorps Arminia aktiv. Als Inaktiver wechselte er an die Ludwig-Maximilians-Universität München. Nach dem Ersten Weltkrieg legte er das Bayerische Forstliche Staatsexamen ab und wurde Assistent bei Emil Ramann. Er entwickelte in dieser Zeit die Pipettmethode zur Korngrößenbestimmung, promovierte 1923 zum Dr. oec. publ. und habilitierte sich hier nur zwei Jahre später. Noch im selben Jahr wurde er Nachfolger von Heinrich August Vater an der Forstlichen Hochschule Tharandt. 1935 wechselte er auf den Lehrstuhl für Bodenkunde der Ludwig-Maximilians-Universität, den er bis zu seiner Emeritierung 1954 innehatte. Mit ihm war auch die Leitung des Instituts für Bodenkunde und Standortslehre der Forstlichen Forschungsanstalt München verbunden.
Der Schwerpunkt seiner Arbeiten lag in der regionalen forstlichen Standortkunde und der Standortgliederung und -kartierung einzelner Wuchsbezirke. Auf Grundlage dieser Standorteinheiten untersuchte er den Wasserhaushalt, die Bodendurchwurzelung, die Humusauflage und die Nährstoffgehalte von Blättern und Nadeln. So wie die Arbeiten Walter Wittichs für Norddeutschland, wurden Krauß’ Arbeiten für Mittel- und Süddeutschland wegweisend in der forstlichen Boden- und Standorterkundung. Er beschrieb als erster Pseudogleye.

## Ehrungen
- Dr. forest. e. h. der Technischen Hochschule Dresden (1955)

## Schriften
- mit J. Danzl: Beiträge zum Ausbau der mechanischen Bodenanalyse.  Tharandter Forstliches Jahrbuch, Band 79 (1928), S. 363–378.
- mit F. Härtel: Schematische Übersichtskarte der Verbreitung der natürlichen Bodentypen Sachsens. 1929, Tharandt, Leipzig.
- mit F. Härtel: Bodenarten und Bodentypen in Sachsen. In: Tharandter Forstliches Jahrbuch, Band 81, 1930, S. 131–147.
- mit W. Wobst: Über die standörtlichen Ursachen der waldbaulichen Schwierigkeiten im vogtländischen Schiefergebiet. Beiträge zur Standortskunde von Mitteldeutschland, Band 4, 1935, Berlin: Paul Parey.
- mit K. Müller und G. Gärtner: Standortgemäßge Durchführung der Abkehr von der Fichtenwirtschaft im nordwestsächsischen Niederland (mit grundsätzlichen Bemerkungen über „gleiartige“ Bodenbildungen). In: Tharandter Forstliches Jahrbuch, Band 90, Heft 7/9, 1939, 715 S.